# TBX20
TBX20 (англ. T-box 20) – білок, який кодується однойменним геном, розташованим у людей на короткому плечі 7-ї хромосоми. Довжина поліпептидного ланцюга білка становить 447 амінокислот, а молекулярна маса — 49 232.
| 10         |  | 20         |  | 30         |  | 40         |  | 50         |
| ---------- |  | ---------- |  | ---------- |  | ---------- |  | ---------- |
| MEFTASPKPQ |  | LSSRANAFSI |  | AALMSSGGSK |  | EKEATENTIK |  | PLEQFVEKSS |
| CAQPLGELTS |  | LDAHGEFGGG |  | SGSSPSSSSL |  | CTEPLIPTTP |  | IIPSEEMAKI |
| ACSLETKELW |  | DKFHELGTEM |  | IITKSGRRMF |  | PTIRVSFSGV |  | DPEAKYIVLM |
| DIVPVDNKRY |  | RYAYHRSSWL |  | VAGKADPPLP |  | ARLYVHPDSP |  | FTGEQLLKQM |
| VSFEKVKLTN |  | NELDQHGHII |  | LNSMHKYQPR |  | VHIIKKKDHT |  | ASLLNLKSEE |
| FRTFIFPETV |  | FTAVTAYQNQ |  | LITKLKIDSN |  | PFAKGFRDSS |  | RLTDIERESV |
| ESLIQKHSYA |  | RSPIRTYGGE |  | EDVLGDESQT |  | TPNRGSAFTT |  | SDNLSLSSWV |
| SSSSSFPGFQ |  | HPQSLTALGT |  | STASIATPIP |  | HPIQGSLPPY |  | SRLGMPLTPS |
| AIASSMQGSG |  | PTFPSFHMPR |  | YHHYFQQGPY |  | AAIQGLRHSS |  | AVMTPFV    |

A: Аланін

C: Цистеїн

D: Аспарагінова кислота

E: Глутамінова кислота

F: Фенілаланін

G: Гліцин

H: Гістидин

I: Ізолейцин

K: Лізин

L: Лейцин

M: Метіонін

N: Аспарагін

P: Пролін

Q: Глутамін

R: Аргінін

S: Серин

T: Треонін

V: Валін

W: Триптофан

Кодований геном білок за функцією належить до білків розвитку. 
Задіяний у таких біологічних процесах, як транскрипція, регуляція транскрипції. 
Білок має сайт для зв'язування з ДНК. 
Локалізований у ядрі.